# John Pease Sanderson
John Pease Sanderson (* 28. November 1816 in Sunderland, Bennington County, Vermont; † 28. Juni 1871 in Manhattan, New York City) war ein amerikanischer Politiker im 19. Jahrhundert.
Sanderson bekleidete 1843 einen Sitz im Repräsentantenhaus und 1848 einen Sitz im Senat von Florida. Er vertrat Florida 1861 bei dessen Sezessionskonvent und 1862 im Provisorischen Konföderiertenkongress. Dort war er vom 6. Februar 1862 bis zum 17. Februar 1862 tätig.